# غردة زايلو
غردة زايلو هي قرية في مقاطعة كليبر، إيران. عدد سكان هذه القرية هو 52 في سنة 2006.